# Ishigokoro
Ishigokoro (Serce Kamienia) – metoda opracowana przez Yasudę Yasutoshi mająca na celu poszerzenie form pracy z dziećmi, osobami w podeszłym wieku, upośledzonymi i niepełnosprawnymi, poprzez popularyzację Atari-go.
Metoda została opracowana na początku lat 90. przez zawodowego gracza Go Yasudę Yasutoshi. 
W opinii Yasutoshi granie w Atari-go jako interaktywną i bardzo prostą grę, pozwala na wielowymiarowy kontakt i rozwój zarówno intelektualny jak i emocjonalny wszystkich - tak uczestników jak i instruktorów.
W Polsce tę metodę stosował Jan Lubos w szkołach i przedszkolach w Wodzisławiu Śląskim.